# ISO 3166-2:PH
Kódy ISO 3166-2 pro Filipíny identifikují 17 regionů a 82 provincií (stav v listopadu 2023). První část (PH) je mezinárodní kód pro Filipíny, druhá část sestává ze tří písmen identifikujících provincii nebo dvou číslic v případě regionů.

## Seznam kódů

### Regiony
```
PH-00 Národní region hlavního města
PH-01 Ilocos
PH-02 Cagayan Valley
PH-03 Central Luzon
PH-40 Calabarzon
PH-41 Mimaropa
PH-05 Bicol 
PH-06 Západní Visayas
PH-07 Centrální Visayas
PH-08 Východní Visayas
PH-09 Poloostrov Zamboanga
PH-10 Severní Mindanao
PH-11 Davao
PH-12 Soccsksargen
PH-13 Caraga
PH-14 Autonomní region Muslimské Mindanao
PH-15 Cordillera Administrative Region
```

### Provincie
```
PH-ABR Abra
PH-AGN Agusan del Norte
PH-AGS Agusan del Sur
PH-AKL Aklan
PH-ALB Albay
PH-ANT Antique
PH-APA Apayao
PH-AUR Aurora
PH-BAN Bataan
PH-BAS Basilan
PH-BEN Benguet
PH-BIL Biliran
PH-BOH Bohol
PH-BTG Batangas
PH-BTN Batanes
PH-BUK Bukidnon
PH-BUL Bulacan
PH-CAG Cagayan
PH-CAM Camiguin
PH-CAN Camarines Norte
PH-CAP Capiz
PH-CAS Camarines Sur
PH-CAT Catanduanes
PH-CAV Cavite
PH-CEB Cebu
PH-COM Davao de Oro
PH-DAO Davao Oriental
PH-DAS Davao del Sur
PH-DAV Davao del Norte
PH-DVO Davao Occidental
PH-DIN Dinagat Islands
PH-EAS Eastern Samar
PH-GUI Guimaras
PH-IFU Ifugao
PH-ILI Iloilo
PH-ILN Ilocos Norte
PH-ILS Ilocos Sur
PH-ISA Isabela
PH-KAL Kalinga
PH-LAG Laguna
PH-LAN Lanao del Norte
PH-LAS Lanao del Sur
PH-LEY Leyte
PH-LUN La Union
PH-MAD Marinduque
PH-MGN Maguindanao del Norte
PH-MGS Maguindanao del Sur
PH-MAS Masbate
PH-MDC Mindoro Occidental
PH-MDR Mindoro Oriental
PH-MOU Mountain Province
PH-MSC Misamis Occidental
PH-MSR Misamis Oriental
PH-NCO North Cotabato
PH-NSA Northern Samar
PH-NEC Negros Occidental
PH-NER Negros Oriental
PH-NUE Nueva Ecija
PH-NUV Nueva Vizcaya
PH-PAM Pampanga
PH-PAN Pangasinan
PH-PLW Palawan
PH-QUE Quezon
PH-QUI Quirino
PH-RIZ Rizal
PH-ROM Romblon
PH-SAR Sarangani
PH-SCO Cotabato
PH-SIG Siquijor
PH-SLE Southern Leyte
PH-SLU Sulu
PH-SOR Sorsogon
PH-SUK Sultan Kudarat
PH-SUN Surigao del Norte
PH-SUR Surigao del Sur
PH-TAR Tarlac
PH-TAW Tawi-Tawi
PH-WSA Western Samar
PH-ZAN Zamboanga del Norte
PH-ZAS Zamboanga del Sur
PH-ZMB Zambales
PH-ZSI Zamboanga Sibugay
```